# Лоркан мак Келлайг

Ирландия в середине IX — начале XI века

Лоркан мак Келлайг (др.‑ирл. Lorcán mac Cellaig; первая половина IX века) — король Лейнстера (838 — не ранее 848 или 847/848—850/851) из рода Уи Дунлайнге.

## Биография
Лоркан был сыном правителя Лейнстера Келлаха мак Брайна, скончавшегося в 834 году. Септ, к которому принадлежал Лоркан, назывался в честь его прадеда Уи Муйредайг. Резиденция его правителей находилась в Майстиу (современном Муллагмасте).
Ряд современных историков считает, что после умершего в 838 году короля Брана мак Фаэлайна из септа Уи Дунхада лейнстерский престол унаследовал его сын Руарк. Это мнение основано на королевском списке из «Лейнстерской книги», в котором ближайшими преемниками Брана названы правивший девять лет Руарк и правившие один за другим по три года Лоркан мак Келлайг и Туатал мак Маэл Бригте. На основании свидетельства о том, что Туатал был убит в 854 году, эти историки относят правление Лоркана к 847/848—850/851 годам. Однако данные сведения противоречат ирландским анналам, в которых смерть короля Руарка датирована 862 годом. Это позволяет некоторым историкам считать, что преемником Брана был именно Лоркан мак Келлайг. В этом случае начало правления Лоркана датируется 838 годом, а конец — точно неизвестной датой не ранее 848 года. После же его смерти лейнстерский престол перешёл сначала к королю Туаталу, а затем — к Руарку.
Вероятно, противоречивость свидетельств средневековых источников о преемственности правителей Лейнстера IX века вызвана упадком влияния представителей рода Уи Дунлайнге. Предполагается, что в это время лица, титуловавшие себя королями Лейнстера, не владели властью над всей территорией королевства (например, над Южным Лейнстером, вотчине властителей из рода Уи Хеннселайг). Возможно, этому способствовали как деятельность короля Осрайге Кербалла мак Дунлайнге, стремившегося установить свою гегемонию над Лейнстером, так и существование с 841 года на здешних землях королевства викингов со столицей в Дублине.
Подобно своему отцу, королю Келлаху мак Брайну, Лоркан мак Келлайг поддерживал союзнические отношения с правителями Мунстера. С этим союзом связано единственное упоминание о Лоркане мак Келлайге в анналах. Согласно этим историческим источникам, в 848 году Лоркан совместно с мунстерским королём Олхобаром мак Кинаэдой одержал при Скиат Нехтайне (около современного Каслдермата) победу над викингами. По свидетельству анналов, в этом сражении погиб Томрайр, один из скандинавских ярлов, а также, по одним данным, двести, а по другим данным — тысяча двести норманнских воинов.
О дальнейшей судьбе Лоркана мак Келлайга сведения в источниках отсутствуют.